# Neues Theater (Hannover)

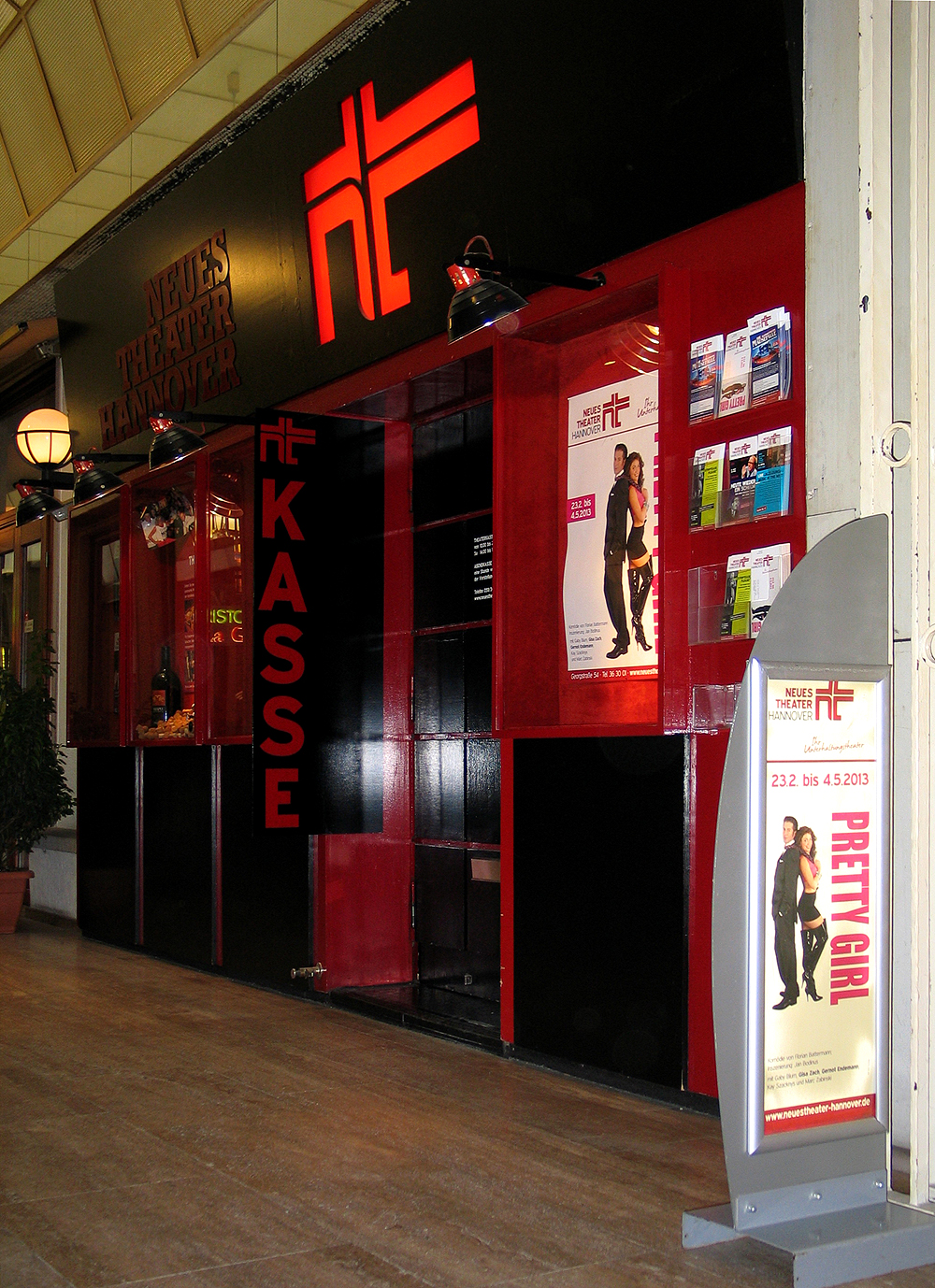
Eingangsbereich des Neuen Theaters

Das Neue Theater, abgekürzt nt, ist ein privat betriebenes Theater in der Innenstadt von Hannover. Seinen heutigen Sitz in der Georgstraße hat es seit 1964 inne. Es wurde am 16. Mai 1962 von James von Berlepsch als Kleines Theater gegründet und ist nach eigener Aussage unsubventioniert tätig. Unter seinem Gründer stieg es zum bekanntesten hannoverschen Boulevardtheater auf. Heute ist das Theater im Besitz der zweiten Generation und wird seit dem Tod von James von Berlepsch im Jahr 2008 von seinem Sohn geführt. Die Bar des Theaters ist ein Treffpunkt der hannoverschen Theaterszene. Seit 1974 gibt es einen Förderverein und einen Abonnentenkreis des Theaters.